# Вольтидо
Вольтидо (итал. Voltido) — коммуна в Италии, располагается в регионе Ломбардия, в провинции Кремона.
Население составляет 452 человека (2008 г.), плотность населения составляет 38 чел./км². Занимает площадь 12 км². Почтовый индекс — 26030. Телефонный код — 00.

## Демография
Динамика населения:

## Администрация коммуны
- Официальный сайт: